# Boarmia lithina
Boarmia lithina är en fjärilsart som beskrevs av W. Warren 1897. Boarmia lithina ingår i släktet Boarmia och familjen mätare. Inga underarter finns listade i Catalogue of Life.